# Agostino Spinola
Agostino Spinola (Savona, c. 1480 – Roma, 18 de octubre de 1537) fue un eclesiástico italiano.

## Biografía
Hijo primogénito de Giovanni Spinola y Petruccia Riario, era sobrino-nieto del papa Sixto IV, sobrino del cardenal Pietro Riario y del capitán general de la Iglesia Girolamo Riario, y primo de Raffaelle Riario.
Canónigo de la catedral de Cuenca, en 1501 se trasladó a esta diócesis para ejercer como vicario de su primo Raffaelle, que era el obispo. Protonotario apostólico desde 1503 y dos años después secretario del papa Julio II, regresó a Italia en 1510 tras haber sido nombrado obispo de Perugia, diócesis que mantuvo hasta que la cedió a su hermano Carlo veinte años después.  Participó en el Concilio de Letrán V celebrado en tiempos de León X y fue abad in commendam del monasterio de San Pastore de Contigliano desde 1518.
Clemente VII le creó cardenal en el consistorio de 1527 con el título de San Ciriaco, que en 1534 cambiaría por el de San Apolinar. 
Fue camarlengo de la iglesia desde la muerte de Francesco Armellini en 1528 y administrador apostólico de Savona desde el mismo año, camarlengo del Colegio Cardenalicio en 1532, elector en el cónclave de 1534 en que fue elegido papa Paulo III y administrador de Alatri desde 1535.
Muerto en 1537 con cerca de 57 años de edad, su cuerpo fue trasladado a Savona y sepultado en la capilla familiar en la iglesia de San Domenico.